# ボルテスV レガシー
『ボルテスV レガシー』（原題：Voltes V: Legacy）は、2023年放送のフィリピンのサイエンス・ファンタジー系のテレビドラマシリーズである。
日本のテレビアニメ『超電磁マシーン ボルテスV』をフィリピンで実写化した作品で、GMAネットワークで放送されている。
マーク・A・レイエスが監督を務め、ミゲル・タンフェリックスやラドソン・フローレス、マット・ロザノ、ラファエル・ランディコ、イサベル・オルテガが出演している。
2023年5月8日、GMAネットワーク系列のTelebabadで、テレビドラマ『Mga Lihim ni Urduja』に代わり初放送された。全90話。
このシリーズはYouTubeでオンラインストリーミングされている。

## 背景
『ボルテスV レガシー』は、東映とサンライズが制作した日本のテレビアニメ『超電磁マシーン ボルテスV』をGMAネットワークが実写化したテレビ作品である。GMAネットワークは、東映のフィリピンにおけるライセンシーであるTelesuccess Productionsを通じて実写化する権利を獲得した。
フィリピンでは1978年5月5日にGMAネットワークで、『超電磁マシーン ボルテスV』の英語吹き替えver.の放送が始まった。1979年8月27日、当時のフィリピン大統領であったフェルディナンド・マルコスによって「子どもたちへの悪影響」を理由に放送禁止を言い渡されてしまい、残り4話は未放映となってしまった。なお、放送が禁止された理由について、独裁者を倒すストーリーが自分が追放されるイメージを連想し恐れたためと言われている。
しかし、1986年のエドゥサ革命によりマルコス政権が打倒されたことで、1980年代から2010年代にかけてフィリピンのテレビで再放送された。当時の子供たちには人気を博し、それが今回のリメイク作品の制作に繋がった。

## 登場キャラクター
キャスト節の括弧内は日本語吹替。

### ボルテス・チーム
スティーヴ・アームストロング
演 - ミゲル・タンフェリックス、セス・デラ・クルス（幼少期）（小林千晃）
本作の主人公。海軍少佐（Lieutenant Commander）。原作の剛健一に相当。2002年8月16日生まれ。
マーク・ゴードン
演 - ラドソン・フローレス（金城大和）
海軍大尉（Lieutenant）。原作の峰一平に相当。母ルイサは野犬の襲撃に遭って死亡している。
ロバート・“ビッグ・バート”・アームストロング
演 - マット・ロザノ、スティーブン・カンジャ（幼少期）（花倉桔道）
海軍大尉。原作の剛大次郎に相当。2004年5月8日生まれ。演じたロザノは本編ではカラオケだったEDを歌唱している。
“リトル・ジョン”・アームストロング
演 - ラファエル・ランディコ（小市眞琴）
原作の剛日吉に相当。2012年9月10日生まれ。父ネッドの科学的才能を受け継いでいる。年少のため軍籍（階級名）はない。
ジェイミー・ロビンソン
演 - イサベル・オルテガ（中島愛）
原作の岡めぐみに相当。海軍大尉（第17話）。平時はCBFの女性職員と同じ制服を着用している。

### ビッグファルコン
ラリー・フック博士
演 - ニール・ライアン・セセ（黒澤剛史）
原作の左近寺公三に相当。
リチャード・ハマグチ・スミス博士
演 - アルバート・マルティネス（山中誠也）
原作の浜口博士に相当。
マリアンヌ・B・アームストロング博士
演 - カーラ・アベラーナ（堀江美都子）
原作の剛光代に相当。
オスカー・ロビンソン司令
演 - ガビー・アイゲンマン（相樂真太郎）
原作の岡防衛長官に相当。ビッグファルコンの協力者であり、地球防衛軍の高官。ジェイミーの父。
フロスガー / ネッド・アームストロング
演 - デニース・トリロ（三上哲）
原作のラ・ゴール / 剛健太郎に相当。スティーヴたちの父。
オクト・ワン
声 - マイケル・V（虎島貴明）
原作のタッコちゃんに相当。リトル・ジョンが製作したタコ型ロボット。
ワトソン
演 - マイク・ローレン（槙野旦）
原作のダンゲ将軍に相当。鷹メカでボルテスVを援護し超電磁加重砲を届けるも、直後ボアザン円盤に撃墜され負傷。ボルテスチームに救助され、ネッドが現在地球にいる事やボアザンのプリンス・フロスガーである事をスティーブ達に伝えた後息を引き取る。

### ボアザン帝国
プリンス・ザルドス
演 - マーティン・デル・ロサリオ、カイン・デラ・クルス（幼少期）（諏訪部順一）
原作のプリンス・ハイネルに相当。
ザンドラ
演 - リーゼル・ロペス（飯田里穂）
原作のリー・カザリーンに相当。
ドラコ
演 - カルロ・ゴンザレス（樋山雄作）
原作のルイ・ジャンギャルに相当。
ズール
演 - エピ・キゾン（越後屋コースケ）
原作のド・ズールに相当。
皇帝ズ・ザンボジル
演 - クリスチャン・バスケス（諏訪部順一）
原作の皇帝ズ・ザンバジルに相当。
ズ・ザンダー男爵
演 - ライアン・アイゲンマン
原作のグルル将軍に相当。
ザキ侯爵夫人
演 - ヴァネス・デル・モラル
皇帝の側近。原作のザキ侯爵に相当。索敵担当。
オスラク将軍
演 - ニコ・アントニオ（裕樹）
原作のド・ベルガンに相当。
- コンテッサ - チャンダ・ロメロ（英語版）
- ガース - ジェイミー・ウィルソン
- エヴァ・サンチェズ - エル・ビジャヌエバ（英語版）[30]
- トーマス - ジャミール・ザバルテ[31]
- アリー・チャン - ソフィア・セノロン（英語版）
- ジュディ（ジュダラ） - クリスタル・パラス
  - ザルドスの間諜。ジュディは地球人名で、ボアザン星での名はジュダラ。妹を人質にとられている。
- ケリー・バウティスタ - アンジェラ・アラルコン（英語版）（臼井美紗子）
- PJ - デイブ・デュケ
- アンナ - ジュリア・パスクァル
- タダオ - キムソン・タン
- アパブル - ミグス・ヴィラシス
- エドワーズ - ホアキン・マナンサラ
- イグナシオ - ジョン・ルーカス（渡辺紘）
- オブゲン - ディオン・イグナシオ（英語版）
- バーデン - フアン・ロドリゴ（英語版）（阿部竜一）
- 魔術師バーデン - ブレント・バルデス
- アミラ - カイル・オカンポ
- バーヴェイ・ペレス - ココイ・デ・サントス（英語版）
- ルイサ - シャーマイン・アルナイス（英語版）
- ソメラ - マルクス・トパシオ

ロザリア
演 - マックス・コリンズ（山口立花子）
原作のロザリアに相当。
- ボアザン皇帝 - カルロス・シグオン・レイナ
- ファドサ - ビベス・オルテザ
- ゴードル - （折井あゆみ）

## 各話リスト
| 通算 話数 | タイトル                            | 放送日        | AGBニールセン・フィリピン調べ NUTAM People | Timeslot rank |
| --------- | ----------------------------------- | ------------- | ------------------------------------------ | ------------- |
| 1         | "Voltes V vs. the Boazanian Empire" | 2023年5月8日  | 14.6%                                      | #1            |
| 2         | "The Origin"                        | 2023年5月9日  | TBD                                        | TBA           |
| 3         | "Hrothgar"                          | 2023年5月10日 | TBD                                        | TBA           |
| 4         | "Voltes Team"                       | 2023年5月11日 | TBD                                        | TBA           |
| 5         | "Camp Big Falcon"                   | 2023年5月12日 | TBD                                        | TBA           |

## 製作
2020年1月、GMAネットワークは、このシリーズのポストプロダクションをRiot Inc.に依頼した。東映が監修したが、監督のマーク・A・レイエスは後に本作を賞賛する手紙を東映から受け取り、名実ともに公認された作品となった。
レイエスは、テレビシリーズの監督として起用されてシリーズの企画をプレゼンし、その承認を得てから8年間も開発に取り組んだ。そして、Noel Layon Floresがビジュアルデザイナーチーフを務めた。脚本家のシュゼット・ドクトレロが脚本の執筆に取り組んだ。
セットとして、キャンプ・ビッグファルコンや、ボアザニア・スカルシップ、ボアザニア・地球地下基地が作られた。また、衣装は何度も修正を加えながら、1年かけて制作された。レイエスは、シリーズのビジュアルに関して「かつての『ボルテスV』の外観と、現代で受け入れられる外観との間で、良い融合を確立する必要があった」と述べ、コスチュームにスパンデックスを使うことから脱却したと付け加えた。
その後、2020年にCOVID-19のパンデミックが発生したため、製作が遅れることになった。そして、ようやく2021年5月28日に主要撮影が始まった。しかし、同年8月に首都圏のコミュニティ検疫が強化されたため、製作が中断されてしまった。その結果、撮影は2023年まで続き、同年4月1日にクランクアップした。
2023年7月放送の第48話はタイトルが「GAMERA」であり、原典におけるガメンザーが本作では「Gamera」という呼称で登場する。原典のガメンザーにもガメラとの類似性が見られ、原典でもガメラの鳴き声が使われる場面があり、本作の敵の「Gamera」も亀の姿をして口から火炎を吐くなどの点が見られる。

## 批評家の反応
マスメディアのIGN Southeast Asiaは、『ボルテスV レガシー』を「『パワーレンジャー』と『ボルトロン』に対するフィリピンからの答え」と評した。

## 映画版
劇場版は『Voltes V: Legacy – The Cinematic Experience』のタイトルで、2023年4月18日にケソン市のSMノースEDSAにてプレミアム上映され、翌日にはSMシネマズにて限定劇場公開が行われた。上映時間107分の映画で、テレビシリーズの初期15話分を網羅した内容となっている。その後、このシリーズは2023年5月8日にGMAネットワークにてテレビ初放送を果たした。

## 日本展開

### 映画（超電磁編集版）
日本では『ボルテスV レガシー』の邦題で、フィリピン公開版よりブラッシュアップした「超電磁編集版」と称して2024年10月18日に劇場公開された。入場者特典は完成すると全長16cmとなる超電磁ペーパークラフトボルテスV。2024年12月15日にはBS12 日曜アニメ劇場枠でテレビ放送。

#### プリクエール
プリクエール（前日譚）『夜明けの前に』
2024年9月10日に東映特撮YouTube Officialで配信された映画前日譚エピソード。主人公の父であるネッド・アームストロングがメインのエピソードで、妻であるマリアンヌとの出会いとアームストロング兄弟の誕生、ボルテスVの製造、ボアザン帝国が地球侵略を目指す理由などが語られる。

### テレビシリーズ（超電磁リスペクトTV版）
フィリピンで放送された全90話を全20話へ再編集し、テレビシリーズ『ボルテスV レガシー 超電磁リスペクトTV版』と題して2024年11月12日よりTOKYO MXにて、2025年1月4日（3日深夜）よりBS12トゥエルビにて、それぞれ放送した。

### テレビシリーズ（オリジナル日本語字幕版）
本来のシリーズ構成である全90話版に日本語字幕を付け、2025年8月1日より東映特撮ファンクラブおよびAmazon Primeビデオ内チャンネル「東映オンデマンド」にて配信開始。（毎週10話づつ、全9週にわけて配信）

#### 主題歌（テレビ）
- オープニング「ボルテスVの歌」ジュリー・アン・サン・ホセ

＃1ではエンディングで使用。
また、原典のオープニングでは1番の歌詞が使用されているのに対し、今作のオープニングではAメロは1番、Bメロ以降が3番の歌詞が使用されている。
- エンディング「父をもとめて」マット・ロザノ（オリジナル版第36話から）

超電磁リスペクトTV版ED「父をもとめて ~LEGACY Ver.~」堀江美都子（第5話-）

#### 各話リスト（テレビ）
| 話数 | サブタイトル                      | 放送日（MX）    |
| ---- | --------------------------------- | --------------- |
| #1   | 宇宙からの侵略者                  | 2024年 11月12日 |
| #2   | 父 フロスガーの秘密               | 11月26日        |
| #3   | 父 ネッド・アームストロングの秘密 | 12月03日        |
| #4   | 宇宙からの侵略者 II               | 12月10日        |
| #5   | 苦闘への前進                      | 12月17日        |
| #6   | 魔のシャドウ必殺剣                | 12月24日        |
| #7   | 戦艦ミカサが危機を呼ぶ            | 2025年 01月07日 |
| #8   | ボルテス合体不可能!               | 01月14日        |
| #9   | 帝国殿下のプレゼント              | 01月21日        |
| #10  | 謀略の父が地球を狙う              | 01月28日        |
| #11  | ファルコン壊滅の危機              | 02月04日        |
| #12  | 愛も涙もふりすてろ!!              | 02月11日        |
| #13  | 父よ!地球は近い!!                 | 02月18日        |
| #14  | 裏切り者の計画                    | 02月25日        |
| #15  | 謎の鷹メカの正体                  | 03月04日        |
| #16  | ロビンソン司令官、散る!!          | 03月11日        |
| #17  | 地底城攻撃開始!!                  | 03月18日        |
| #18  | 大宇宙へ出撃せよ!!                | 04月01日        |
| #19  | ボアザン星の大攻防戦              | 04月08日        |
| #20  | 崩れゆく邪悪の塔!!                | 04月15日        |

#### 放送局（テレビ）
| 放送期間                       | 放送時間                      | 放送局          | 対象地域 | 備考                    |
| ------------------------------ | ----------------------------- | --------------- | -------- | ----------------------- |
| 2024年11月12日 - 2025年4月15日 | 火曜 20:00 - 20:30            | TOKYO MX1       | 東京都   |                         |
| 2025年1月4日 -                 | 土曜 2:00 - 2:30 （金曜深夜） | BS12 トゥエルビ | 日本全域 | BS放送 / 『アニメ26』枠 |